# Coppa di Turchia 2021-2022 (pallavolo femminile)
La Coppa di Turchia 2021-2022 si è svolta dal 28 settembre 2021 al 17 aprile 2022: al torneo hanno partecipato quattordici squadre di club turche e la vittoria finale è andata per l'ottava volta, la seconda consecutiva, al VakıfBank.

## Regolamento
Alla competizione prendono parte tutte e 14 le squadre partecipanti alla Sultanlar Ligi 2021-2022. È prevista una fase di qualificazione, dalla quale sono esonerate le due formazioni finaliste della Sultanlar Ligi 2020-2021 (il Fenerbahçe e il VakıfBank), con tre gironi da quattro squadre che si sfidano in un round-robin: le prime due classificate di ciascun girone accedono ai quarti di finale, disputati in gara unica, così come la Final-4.

## Squadre partecipanti
| - Aydın BB - Bolu - Eczacıbaşı - Fenerbahçe - Galatasaray - Karayolları - Kuzeyboru | - Mert Grup Sigorta - Nilüfer - PTT - Sarıyer - Türk Hava Yolları - VakıfBank - Yeşilyurt |

## Torneo

### Fase a gironi

#### Gruppo A

##### Risultati
| 28 settembre 2021 Cengiz Göllü Kapalı Spor Salonu, Bursa Durata: 1h:21 - Spettatori: 60  | Türk Hava Yolları | 3 - 0 | Bolu              | 25-22, 25-13, 25-19        |
| 28 settembre 2021 Cengiz Göllü Kapalı Spor Salonu, Bursa Durata: 1h:20 - Spettatori: 40  | Yeşilyurt         | 0 - 3 | PTT               | 21-25, 11-25, 23-25        |
| 29 settembre 2021 Cengiz Göllü Kapalı Spor Salonu, Bursa Durata: 2h:04 - Spettatori: 150 | PTT               | 1 - 3 | Türk Hava Yolları | 21-25, 19-25, 25-21, 20-25 |
| 29 settembre 2021 Cengiz Göllü Kapalı Spor Salonu, Bursa Durata: 1h:19 - Spettatori: 30  | Bolu              | 3 - 0 | Yeşilyurt         | 25-16, 25-15, 25-22        |
| 30 settembre 2021 Cengiz Göllü Kapalı Spor Salonu, Bursa Durata: 1h:17 - Spettatori: 30  | PTT               | 3 - 0 | Bolu              | 25-23, 25-16, 25-16        |
| 30 settembre 2021 Cengiz Göllü Kapalı Spor Salonu, Bursa Durata: 1h:09 - Spettatori: 30  | Türk Hava Yolları | 3 - 0 | Yeşilyurt         | 25-16, 25-14, 25-13        |

##### Classifica
| Pos. | Squadra           | Pt | G | V | P | SV | SP | Ratio | PF  | PS  | Ratio |
| ---- | ----------------- | -- | - | - | - | -- | -- | ----- | --- | --- | ----- |
| 1.   | Türk Hava Yolları | 9  | 3 | 3 | 0 | 9  | 1  | 9,000 | 246 | 182 | 1,352 |
| 2.   | PTT               | 6  | 3 | 2 | 1 | 7  | 3  | 2,330 | 235 | 206 | 1,141 |
| 3.   | Bolu              | 3  | 3 | 1 | 2 | 3  | 6  | 0,500 | 184 | 203 | 0,906 |
| 4.   | Yeşilyurt         | 0  | 3 | 0 | 3 | 0  | 9  | 0,000 | 151 | 225 | 0,671 |

      Qualificata ai quarti di finale.

#### Gruppo B

##### Risultati
| 28 settembre 2021 İzmir Atatürk Spor Salonu, Smirne Durata: 1h:22 - Spettatori: 1 000 | Eczacıbaşı        | 3 - 0 | Mert Grup Sigorta | 25-19, 25-21, 25-11        |
| 28 settembre 2021 İzmir Atatürk Spor Salonu, Smirne Durata: 1h:32 - Spettatori: 290   | Galatasaray       | 3 - 1 | Karayolları       | 16-25, 25-23, 25-23, 28-26 |
| 29 settembre 2021 İzmir Atatürk Spor Salonu, Smirne Durata: 1h:35 - Spettatori: 750   | Karayolları       | 0 - 3 | Eczacıbaşı        | 21-25, 23-25, 17-25        |
| 29 settembre 2021 İzmir Atatürk Spor Salonu, Smirne Durata: 1h:15 - Spettatori: 250   | Mert Grup Sigorta | 0 - 3 | Galatasaray       | 20-25, 12-25, 23-25        |
| 30 settembre 2021 İzmir Atatürk Spor Salonu, Smirne Durata: 1h:51 - Spettatori: 100   | Karayolları       | 1 - 3 | Mert Grup Sigorta | 25-14, 19-25, 19-25, 18-25 |
| 30 settembre 2021 İzmir Atatürk Spor Salonu, Smirne Durata: 1h:23 - Spettatori: 1 680 | Eczacıbaşı        | 0 - 3 | Galatasaray       | 21-25, 21-25, 19-25        |

##### Classifica
| Pos. | Squadra           | Pt | G | V | P | SV | SP | Ratio | PF  | PS  | Ratio |
| ---- | ----------------- | -- | - | - | - | -- | -- | ----- | --- | --- | ----- |
| 1.   | Galatasaray       | 9  | 3 | 3 | 0 | 9  | 1  | 9,000 | 244 | 213 | 1,146 |
| 2.   | Eczacıbaşı        | 6  | 3 | 2 | 1 | 6  | 3  | 2,000 | 211 | 187 | 1,128 |
| 3.   | Mert Grup Sigorta | 3  | 3 | 1 | 2 | 3  | 7  | 0,430 | 195 | 231 | 0,844 |
| 4.   | Karayolları       | 0  | 3 | 0 | 3 | 2  | 9  | 0,220 | 239 | 258 | 0,926 |

      Qualificata ai quarti di finale.

#### Gruppo C

##### Risultati
| 28 settembre 2021 Başkent Voleybol Salonu, Ankara Durata: 2h:03 - Spettatori: 60  | Nilüfer   | 3 - 1 | Sarıyer   | 18-25, 25-22, 25-22, 25-22 |
| 28 settembre 2021 Başkent Voleybol Salonu, Ankara Durata: 1h:35 - Spettatori: 50  | Aydın BB  | 0 - 3 | Kuzeyboru | 15-25, 29-31, 23-25        |
| 29 settembre 2021 Başkent Voleybol Salonu, Ankara Durata: 1h:51 - Spettatori: 47  | Kuzeyboru | 1 - 3 | Nilüfer   | 22-25, 25-22, 17-25, 22-25 |
| 29 settembre 2021 Başkent Voleybol Salonu, Ankara Durata: 1h:47 - Spettatori: 100 | Sarıyer   | 1 - 3 | Aydın BB  | 15-25, 27-25, 13-25, 14-25 |
| 30 settembre 2021 Başkent Voleybol Salonu, Ankara Durata: 1h:23 - Spettatori: 35  | Kuzeyboru | 3 - 0 | Sarıyer   | 25-17, 25-23, 25-14        |
| 30 settembre 2021 Başkent Voleybol Salonu, Ankara Durata: 1h:32 - Spettatori: ?   | Nilüfer   | 0 - 3 | Aydın BB  | 32-34, 20-25, 22-25        |

##### Classifica
| Pos. | Squadra   | Pt | G | V | P | SV | SP | Ratio | PF  | PS  | Ratio |
| ---- | --------- | -- | - | - | - | -- | -- | ----- | --- | --- | ----- |
| 1.   | Kuzeyboru | 6  | 3 | 2 | 1 | 7  | 3  | 2,330 | 242 | 218 | 1,110 |
| 2.   | Aydın BB  | 6  | 3 | 2 | 1 | 6  | 4  | 1,500 | 251 | 224 | 1,120 |
| 3.   | Nilüfer   | 6  | 3 | 2 | 1 | 6  | 5  | 1,200 | 264 | 261 | 1,012 |
| 4.   | Sarıyer   | 0  | 3 | 0 | 3 | 2  | 9  | 0,220 | 214 | 268 | 0,798 |

      Qualificata ai quarti di finale.

### Fase finale

#### Tabellone
|  | Quarti di finale  | Quarti di finale  | Quarti di finale  |                   |            | Semifinali | Semifinali | Semifinali |  |  | Finale | Finale | Finale |  |
|  |                   |                   |                   |                   |            |            |            |            |  |  |        |        |        |  |
|  | VakıfBank         | VakıfBank         | 3                 |                   |            |            |            |            |  |  |        |        |        |  |
|  | VakıfBank         | VakıfBank         | 3                 |                   |            |            |            |            |  |  |        |        |        |  |
|  | Galatasaray       | Galatasaray       | 0                 |                   |            |            |            |            |  |  |        |        |        |  |
|  | Galatasaray       | Galatasaray       | 0                 |                   | VakıfBank  | VakıfBank  | 3          |            |  |  |        |        |        |  |
|  |                   |                   |                   |                   | VakıfBank  | VakıfBank  | 3          |            |  |  |        |        |        |  |
|  |                   |                   | Türk Hava Yolları | Türk Hava Yolları | 1          |            |            |            |  |  |        |        |        |  |
|  | Türk Hava Yolları | Türk Hava Yolları | Türk Hava Yolları | Türk Hava Yolları | 1          | 3          |            |            |  |  |        |        |        |  |
|  | Türk Hava Yolları | Türk Hava Yolları |                   |                   |            |            |            |            |  |  |        |        |        |  |
|  | Kuzeyboru         | Kuzeyboru         | 0                 |                   |            |            |            |            |  |  |        |        |        |  |
|  | Kuzeyboru         | Kuzeyboru         | 0                 |                   | VakıfBank  | VakıfBank  | 3          |            |  |  |        |        |        |  |
|  |                   |                   |                   |                   |            |            |            |            |  |  |        |        |        |  |
|  |                   |                   | Fenerbahçe        | Fenerbahçe        | 2          |            |            |            |  |  |        |        |        |  |
|  | Eczacıbaşı        | Eczacıbaşı        | Fenerbahçe        | Fenerbahçe        | 2          | 3          |            |            |  |  |        |        |        |  |
|  | Eczacıbaşı        | Eczacıbaşı        |                   |                   |            |            |            |            |  |  |        |        |        |  |
|  | PTT               | PTT               | 0                 |                   |            |            |            |            |  |  |        |        |        |  |
|  | PTT               | PTT               | 0                 |                   | Eczacıbaşı | Eczacıbaşı | 0          |            |  |  |        |        |        |  |
|  |                   |                   |                   |                   | Eczacıbaşı | Eczacıbaşı | 0          |            |  |  |        |        |        |  |
|  |                   |                   | Fenerbahçe        | Fenerbahçe        | 3          |            |            |            |  |  |        |        |        |  |
|  | Fenerbahçe        | Fenerbahçe        | Fenerbahçe        | Fenerbahçe        | 3          | 3          |            |            |  |  |        |        |        |  |
|  | Fenerbahçe        | Fenerbahçe        |                   |                   |            |            |            |            |  |  |        |        |        |  |
|  | Aydın BB          | Aydın BB          | 0                 |                   |            |            |            |            |  |  |        |        |        |  |

#### Risultati

##### Quarti di finale
| 12 gennaio 2022 VakıfBank Spor Sarayı, Istanbul Durata: 1h:15 - Spettatori: 805    | VakıfBank         | 3 - 0 | Galatasaray | 25-22, 25-13, 25-20 |
| 13 gennaio 2022 Burhan Felek Spor Salonu, Istanbul Durata: 1h:18 - Spettatori: 65  | Türk Hava Yolları | 3 - 0 | Kuzeyboru   | 25-16, 25-22, 25-19 |
| 5 gennaio 2022 Eczacıbaşı Spor Salonu, Istanbul Durata: 1h:40 - Spettatori: 150    | Eczacıbaşı        | 3 - 0 | PTT         | 25-21, 25-22, 25-17 |
| 12 gennaio 2022 Burhan Felek Spor Salonu, Istanbul Durata: 1h:06 - Spettatori: 400 | Fenerbahçe        | 3 - 0 | Aydın BB    | 25-11, 25-17, 25-13 |

##### Semifinali
| 15 aprile 2022 Başkent Voleybol Salonu, Ankara Durata: 1h:54 - Spettatori: 4 700 | VakıfBank  | 3 - 1 | Türk Hava Yolları | 25-18, 25-22, 22-25, 25-19 |
| 15 aprile 2022 Başkent Voleybol Salonu, Ankara Durata: 1h:20 - Spettatori: 5 500 | Eczacıbaşı | 0 - 3 | Fenerbahçe        | 19-25, 15-25, 21-25        |

##### Finale
| 17 aprile 2022 Başkent Voleybol Salonu, Ankara Durata: 2h:16 - Spettatori: 6 000 | VakıfBank | 3 - 2 | Fenerbahçe | 21-25, 25-21, 25-13, 27-29, 17-15 |

## Statistiche
| Rendimento individuale | Rendimento individuale | Rendimento individuale | Rendimento individuale |
| Pos.                   | Nome                   | Punti                  | Squadra                |
| ---------------------- | ---------------------- | ---------------------- | ---------------------- |
| 1                      | Alexia Căruțașu        | 93                     | Galatasaray            |
| 2                      | Isabelle Haak          | 85                     | VakıfBank              |
| 3                      | Anna Nicoletti         | 77                     | Aydın BB               |
| 4                      | Olesja Rychljuk        | 65                     | Kuzeyboru              |
| 5                      | Oleksandra Bycenko     | 58                     | Nilüfer                |

| Attacchi vincenti | Attacchi vincenti   | Attacchi vincenti | Attacchi vincenti |
| Pos.              | Nome                | Punti             | Squadra           |
| ----------------- | ------------------- | ----------------- | ----------------- |
| 1                 | Alexia Căruțașu     | 80                | Galatasaray       |
| 2                 | Anna Nicoletti      | 71                | Aydın BB          |
| 3                 | Isabelle Haak       | 70                | VakıfBank         |
| 4                 | Olesja Rychljuk     | 61                | Kuzeyboru         |
| 5                 | Annie Mitchem       | 54                | Kuzeyboru         |
| 5                 | Anthī Vasilantōnakī | 54                | Galatasaray       |

| Muri vincenti | Muri vincenti  | Muri vincenti | Muri vincenti     |
| Pos.          | Nome           | Punti         | Squadra           |
| ------------- | -------------- | ------------- | ----------------- |
| 1             | Aslı Kalaç     | 18            | Türk Hava Yolları |
| 2             | Beyza Arıcı    | 14            | Eczacıbaşı        |
| 2             | Emine Arıcı    | 14            | Aydın BB          |
| 4             | Kübra Akman    | 11            | VakıfBank         |
| 5             | Zehra Güneş    | 10            | VakıfBank         |
| 5             | Saša Planinšec | 10            | Galatasaray       |

| Battute vincenti | Battute vincenti   | Battute vincenti | Battute vincenti |
| Pos.             | Nome               | Punti            | Squadra          |
| ---------------- | ------------------ | ---------------- | ---------------- |
| 1                | Alexia Căruțașu    | 9                | Galatasaray      |
| 2                | Isabelle Haak      | 8                | VakıfBank        |
| 3                | Oleksandra Bycenko | 7                | Nilüfer          |
| 3                | Arina Fedorovceva  | 7                | Fenerbahçe       |
| 3                | Merve Nezir        | 7                | Karayolları      |